# Бродовские
Бродо́вские (пол. Brodowski) — польский дворянский род.
Карл (Karol, syn Józefa) Бродовский (1766—1841), статс-секретарь Административного совета Царства Польского, признан в потомственном дворянском достоинстве Царства Польского с гербом БРОДОВСКИЙ (ЛАДА II) в 1838 г. и на указанное достоинство 02.10.1839 жалован дипломом.

## Описание герба
В красном поле серебряная подкова, шипами обращённая вниз; на вершине её серебряный крест; с правой от неё стороны летящая вверх стрела, а с левой муж в охотничьей одежде держит орудие вроде вил, употребляемых охотниками.
Намёт на щите красный, подложенный серебром. В нашлемнике выходящий до половины коронованный лев вправо, держащий в лапе меч. Герб Бродовских внесён в Часть 3 Гербовника дворянских родов Царства Польского, стр. 119.